# بات برادلي
بات برادلي (16 مايو 1976 - ) (بالإنجليزية: Pat Bradley)‏ هو مدرب كرة سلة ولاعب كرة سلة أمريكي في مركز هجوم خلفي. لعب مع Arkansas Razorbacks ‏.

## وصلات خارجية
- بات برادلي على موقع كلية كرة السلة في سبورتس رفرنس.كوم (الإنجليزية)